# Anumeta sabouraudi
Anumeta sabouraudi är en fjärilsart som beskrevs av Lucas 1907. Anumeta sabouraudi ingår i släktet Anumeta och familjen nattflyn. Inga underarter finns listade i Catalogue of Life.